# جرج دی‌کاپریو
جرج پل دی‌کاپریو (انگلیسی: George Paul DiCaprio؛ زادهٔ ۳۰ نوامبر ۱۹۴۳) هنرمند اهل ایالات متحده آمریکا است.
وی نویسنده کتاب‌های کمیک آمریکایی و سردبیر و توزیع‌کننده عمده کتاب‌های کمیک زیرزمینی در ساحل غربی آمریکا است. وی پدر لئوناردو دیکاپریو هنرپیشه هالیوود است‌
جرج، پسر جرج لئون دی‌کاپریو (۱۴ مه ۱۹۰۲ – ۱۸ نوامبر ۱۹۶۵) و اولگا آن جیکوبز (۲۳ دسامبر ۱۹۰۴ – ۱۶ مه ۱۹۸۴) می‌باشد. پدرش نیز فرزند مهاجران ایتالیایی (سالوادور دی‌کاپریو، روزینا کاسلا)، متولد آلمان بود.

## زندگی شخصی
دی‌کاپریو در دانشگاه با ایرملین ایندربرکن (زاده ۱۹۴۵) که یک مهاجر آلمانی بود آشنا شد و پس از ازدواج به لس آنجلس مهاجرت نمود. این زوج صاحب فرزندی به‌نام لئوناردو دی‌کاپریو، هنرپیشه معروف هالیوود شدند، ولی هنگامی که فرزندشان یک ساله بود از یکدیگر جدا شدند. در حالی که لئوناردو بیشتر با مادرش زندگی می‌کرد، والدین او موافقت کردند که در همسایگی یکدیگر زندگی کنند تا او را از حضور پدر در زندگی خود محروم نکنند. جرج پل دی‌کاپریو در سال ۱۹۹۵ با پگی فیرار ازدواج کرد و دارای یک پسرخوانده به‌نام آدام فیرار است.

## جرج دی‌کاپریو و پسرش
جرج دی‌کاپریو معمولاً کسی بود که فیلمنامه‌های پسرش را می‌خواند و تصمیم می‌گرفت کدام ارزش دیدن را دارند. او نه تنها در حرفه خود پسرش را نصیحت و حمایت می‌کرد و به او اعتماد به نفس می‌داد، بلکه لئوناردو دی‌کاپریو را از جوانی در معرض طیف گسترده ای از افراد و سبک‌های زندگی قرار داد.